# Saúl Ibarra
Saúl Ignacio Ibarra Gonzalez es un futbolista mexicano retirado que jugaba en las posiciones de defensa y mediocampista. Jugó para el Club Deportivo Tapatío, Club Deportivo Guadalajara y Coras de Tepic.
Surgió de las fuerzas básicas del Club Deportivo Guadalajara y llega al equipo filial del Club Deportivo Tapatío en 1983, subiendo al primer equipo en 1985, año en el que debuta en el torneo PRODE 1985. Para 1987 pasa al club Coras de Tepic de la Segunda División de México.
Sufrió una embolia y quedó paralizado del lado izquierdo, por lo que tuvo que utilizar una silla de ruedas por un tiempo, hasta recuperar parte de su movilidad.
Falleció el 30 de octubre de 2017 en el barrio de Santa Teresita en su natal Guadalajara, Jalisco.